# 아브빌 문화기

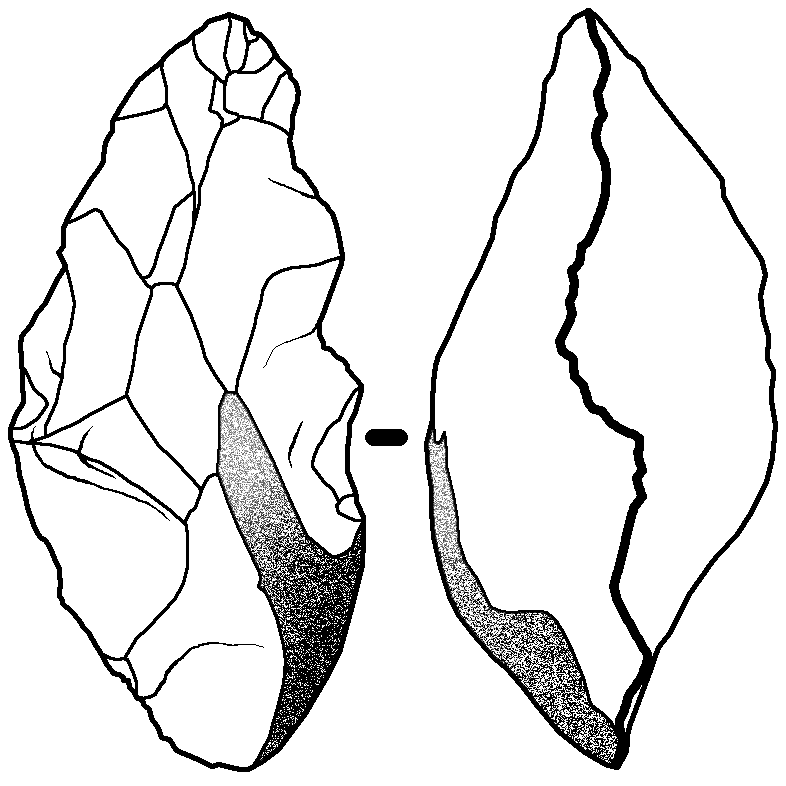

아브빌 문화기(Abbevillian, 과거 명칭: 셸기/Chellean)는 전기 구석기시대의 문화기를 의미한다. "셸기"라는 이름은 프랑스의 셸 유적의 이름을 따서 붙여졌다. 유물 포함지는 프랑스, 에스파냐, 이탈리아를 중심으로 하여 아르메니아, 인도, 북아프리카에 분포한다. 제2간빙기의 온난한 기후 아래 옛코끼리, 하마, 비버, 코뿔소 등이 시난트로푸스에 유사한 구인류와 공존했다. 석기는 자갈을 양면에서 두들겨 깨서 만든 손도끼, 조잡한 송곳, 스크레이퍼 모양의 것이 만들어졌다.